# Lista över fotbollsspelare i Malmö FF
Det här är en lista över Malmö FF-spelare som spelat minst 100 ligamatcher. För en lista över alla Malmö FF-spelare med en Wikipediaartikel, se Kategori:Fotbollsspelare i Malmö FF. För den nuvarande A-lagstruppen, se Malmö FF#Spelartruppen.

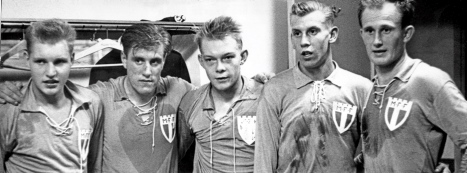
Spelare i Malmö FF:s a-lag 1962, från väster till höger; Jan Jeppsson, Rolf Eriksson, Lars Granström, Bo Larsson och Ingvar Svahn.

Malmö Fotbollförening (eller Malmö FF) är en svensk professionell fotbollsklubb baserad i Malmö. Klubben är medlem i Skånes Fotbollförbund och spelar sina hemmamatcher på  Stadion. Sedan klubben grundades den 24 februari 1910 har man blivit Svenska mästare 23 gånger och vunnit Svenska cupen 16 gånger, vilket gör MFF till den mest framgångsrika klubben i Sverige sett till antalet vunna mästerskap. De har även vunnit Allsvenskan tre gånger under de år då mästerskapstiteln tillföll det lag som vann slutspelet, vilket ökar det totala antalet vunna ligatitlar för klubben till 26. Klubben deltar i Allsvenskan säsongen 2024, vilket är Malmö FF:s 24:e raka säsong i Allsvenskan och sammanlagt deras 89:e säsong i högsta divisionen. Klubbens huvudrivaler är Helsingborgs IF, IFK Göteborg och historiskt sett IFK Malmö. Sedan de spelade sin första tävlingsmatch har fler än 480 personer spelat en ligamatch för klubben, varav 95 spelare har gjort minst 100 matcher; vilka är listade här.
Försvararen Krister Kristensson har spelat flest ligamatcher i klubbens historia; 348 stycken mellan 1963 och 1978 och även gjort sju mål. Kristensson spelade även för det svenska landslaget, där han spelade 38 matcher under sin karriär. Anfallaren Hans Håkansson är den spelaren som gjort flest ligamål för Malmö FF med 163 mål på 192 matcher. Bosse Larsson har rekordet över flest mål i Allsvenskan, med 119 mål.

## Teckenförklaring
| Allmänt - Ligamatcher och mål är endast tävlingsmatcher för a-laget, vilket inkluderar Allsvenskan, Svenska Serien, Superettan och Division 2-matcher. Inhopp är även inkluderade. Matcher totalt och mål är endast a-lagsmatcher och inkluderar alla tävlingsmatcher samt vänskapsmatcher. - Spelarna är listade efter antal spelade matcher. Spelaren med flest gjorda mål är rankad högst ifall två spelare har lika många spelade matcher. - Positioner listas enligt de taktiska formationer som användes vid den tidpunkten. Förändringen i namnen på försvarspositioner och på mittfältet speglar den taktiska utvecklingen som skett från 1960-talet och framåt. Året 1960 används som en brytpunkt i den här listan för användningen av namn på försvars- och mittfältspositioner. | Tabellrubriker - Nationalitet – Om en spelare spelat för något landslag anges det under nationalitet. Annars räknas nationalitet efter födelseland. - Karriär i Malmö FF – Åren mellan spelarens första match i Malmö FF till hans sista. - Ligamatcher – Antal spelade ligamatcher. - Ligamål – Antal gjorda ligamål. - Totalt matcher – Antalet matcher spelaren gjort totalt för klubben, vänskapsmatcher inkluderat. - Totalt mål – Antalet mål spelaren gjort totalt för klubben, vänskapsmatcher inkluderat. |

| Innan 1960-talet | Innan 1960-talet | Efter 1960-talet | Efter 1960-talet |
| ---------------- | ---------------- | ---------------- | ---------------- |
| MV               | Målvakt          | Målvakt          | Målvakt          |
| FB               | Fullback         | F                | Försvarare       |
| HB               | Halvback         | MF               | Mittfältare      |
| A                | Anfallare        | Anfallare        | Anfallare        |
| R                | Rotationsspelare | Rotationsspelare | Rotationsspelare |

| Symbol        | Betydelse                               |
| ------------- | --------------------------------------- |
| double-dagger | Spelar för Malmö FF under säsongen 2024 |
| *             | Spelaren innehar klubbrekord            |

## Spelare

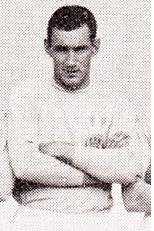
Krister Kristensson spelade över 300 ligamatcher för Malmö FF, vilket är flest i klubben.

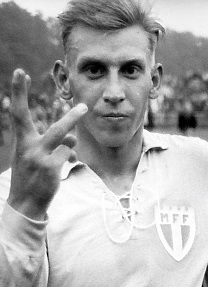
Bo Larsson har spelat det fjärde högsta antalet matcher för Malmö FF.

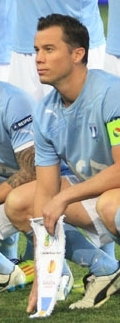
Daniel Andersson spelade 292 matcher för Malmö FF under 15 säsonger.

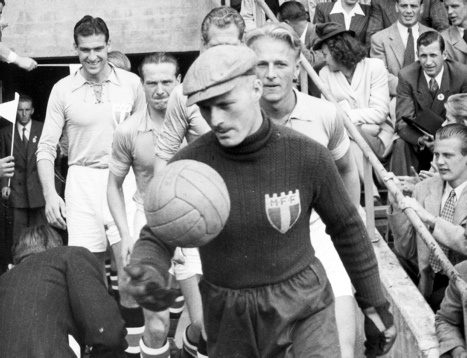
Helge Bengtsson var Malmö FF:s förstamålvakt under deras obesegrade period på 49 ligamatcher mellan 1949 och 1951.

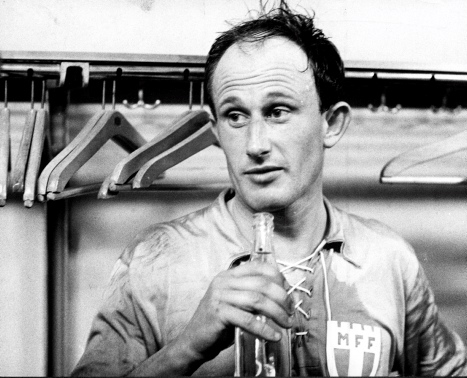
Ingvar Svahn fick inte ett enda gult- eller rött kort under tio av hans tolv säsonger i Malmö FF.

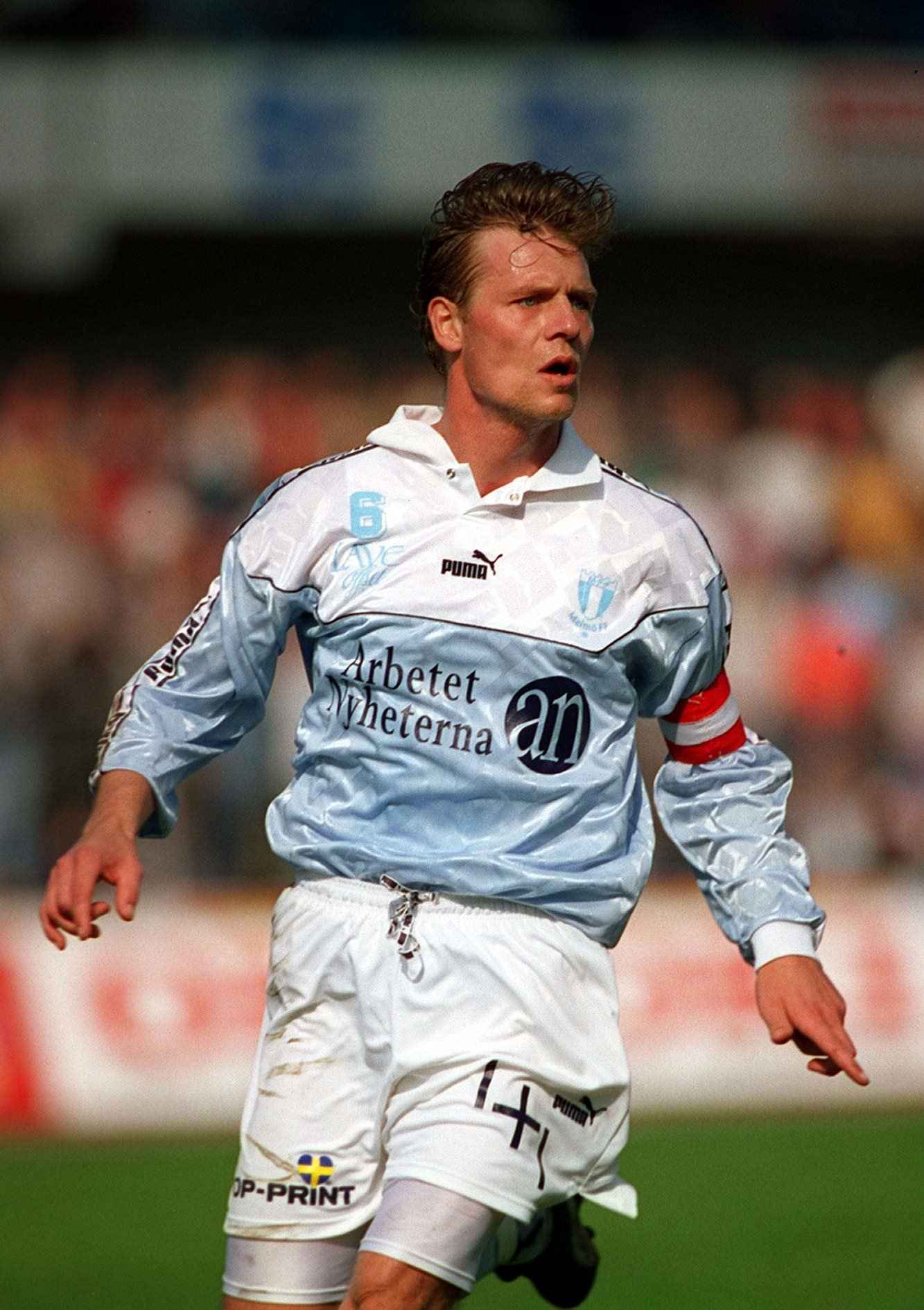
Niklas Nyhlén spelade 205 matcher för Malmö FF mellan 1987 och 1996.

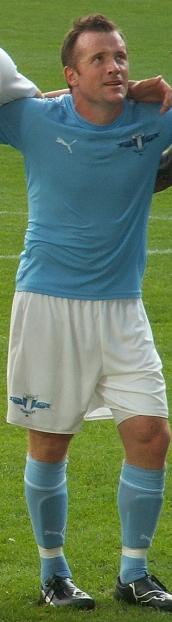
Ulrich Vinzents, från Danmark, är den utländska spelare som spelat flest matcher för Malmö FF.

Statistiken är korrekt per den 11 november 2024.
| Namn                  | Nationalitet | Position | Karriär i Malmö FF            | Liga- matcher | Liga- mål | Totalt matcher | Totalt mål |
| --------------------- | ------------ | -------- | ----------------------------- | ------------- | --------- | -------------- | ---------- |
| Krister Kristensson * | Sverige      | F        | 1963–1978                     | 348           | 7         | 626            | 16         |
| Erik Nilsson          | Sverige      | FB       | 1934–1953                     | 326           | 1         | 600            | 4          |
| Roy Andersson         | Sverige      | F        | 1968–1983                     | 317           | 21        | 624            | 49         |
| Bo Larsson *          | Sverige      | R        | 1962–1966 1969–1979           | 302           | 119       | 546            | 289        |
| Roland Andersson      | Sverige      | F        | 1968–1974 1977–1983           | 299           | 6         | 564            | 13         |
| Jan Möller *          | Sverige      | MV       | 1972–1980 1984–1988           | 298           | 1         | 591            | 1          |
| Jonnie Fedel *        | Sverige      | MV       | 1984–2001                     | 293           | 0         | 588            | 1          |
| Daniel Andersson      | Sverige      | MF       | 1995–1998 2004–2013           | 292           | 30        | 460            | 39         |
| Torbjörn Persson *    | Sverige      | F        | 1980–1995                     | 281           | 10        | 574            | 39         |
| Prawitz Öberg         | Sverige      | R        | 1952–1965                     | 278           | 34        | 515            | 103        |
| Johan Dahlin          | Sverige      | MV       | 2009–2013 2016–               | 270           | 0         | 371            | 0          |
| Jörgen Ohlsson        | Sverige      | F        | 1991–2003                     | 266           | 34        | 464            | 53         |
| Magnus Andersson *    | Sverige      | F        | 1975–1988                     | 265           | 12        | 568            | 28         |
| Helge Bengtsson *     | Sverige      | MV       | 1934–1951                     | 265           | 0         | 501            | 3          |
| Ingemar Erlandsson    | Sverige      | F        | 1976–1987                     | 230           | 14        | 473            | 46         |
| Ingvar Svahn          | Sverige      | HB       | 1957–1968 1970                | 228           | 62        | 414            | 161        |
| Staffan Tapper        | Sverige      | MF       | 1967–1979                     | 222           | 42        | 407            | 99         |
| Sture Mårtensson      | Sverige      | HB       | 1937–1949                     | 221           | 17        | 403            | 25         |
| Tore Svensson         | Sverige      | MV       | 1951–1961                     | 215           | 0         | 433            | 1          |
| Kent Jönsson          | Sverige      | F        | 1974–1987                     | 211           | 5         | 480            | 9          |
| Olof Persson          | Sverige      | F        | 1997–2001 2002–2006           | 209           | 11        | 350            | 20         |
| Markus Rosenberg      | Sverige      | A        | 2001–2005 2014–2019           | 207           | 75        | 296            | 117        |
| Oscar Lewicki         | Sverige      | MF       | 2015–                         | 206           | 4         | 292            | 7          |
| Niclas Nyhlén         | Sverige      | MF       | 1987–1996                     | 205           | 16        | 410            | 33         |
| Kjell Rosén           | Sverige      | FB       | 1939–1950                     | 204           | 41        | 379            | 108        |
| Lars Granström *      | Sverige      | MF       | 1960–1966 1967–1971           | 202           | 52        | 359            | 120        |
| Andreas Nilsson       | Sverige      | HB       | 1928–1940                     | 201           | 59        | 371            | 168        |
| Egon Jönsson *        | Sverige      | HB       | 1943–1955                     | 200           | 99        | 405            | 269        |
| Hans Mattisson        | Sverige      | MF       | 1996–2006                     | 200           | 21        | 350            | 39         |
| Harry Jönsson         | Sverige      | A        | 1967–1976                     | 194           | 18        | 357            | 31         |
| Hans Håkansson *      | Sverige      | A        | 1927–1938                     | 192           | 163       | 350            | 341        |
| Bertil Elmstedt       | Sverige      | A        | 1956–1969                     | 192           | 36        | 350            | 94         |
| Anders Ljungberg      | Sverige      | MF       | 1967–1968 1972–1979           | 192           | 32        | 371            | 75         |
| Rolf Björklund        | Sverige      | FB       | 1960–1970                     | 192           | 1         | 341            | 6          |
| Börje Tapper          | Sverige      | A        | 1939–1951                     | 191           | 91        | 371            | 298        |
| Nils Hult             | Sverige      | MV       | 1960 1963–1972                | 184           | 0         | 329            | 0          |
| Lennart Svensson      | Sverige      | HB       | 1956–1966                     | 183           | 34        | 336            | 102        |
| Anders Andersson      | Sverige      | MF       | 1990–1997 2005–2008           | 183           | 19        | 305            | 50         |
| Thomas Sjöberg        | Sverige      | A        | 1974–1976 1977–1978 1979–1982 | 180           | 80        | 334            | 157        |
| Anders Christiansen   | Danmark      | MF       | 2016–2017 2018–               | 180           | 49        | 262            | 68         |
| Stellan Nilsson       | Sverige      | HB       | 1940–1950                     | 179           | 68        | 336            | 166        |
| Erdal Rakip           | Sverige      | MF       | 2013–2017 2019–2022           | 179           | 15        | 254            | 20         |
| Bertil Nilsson        | Sverige      | MF       | 1953–1960 1964–1966           | 178           | 40        | 342            | 111        |
| Henry Thillberg       | Sverige      | A        | 1951–1962                     | 177           | 42        | 367            | 149        |
| Guillermo Molins      | Sverige      | MF       | 2006–2011 2013–2016 2018–2020 | 173           | 41        | 210            | 57         |
| Jo Inge Berget        | Norge        | A        | 2015–2017 2019–               | 173           | 40        | 253            | 59         |
| Ivar Roslund          | Sverige      | HB       | 1925–1937                     | 169           | 71        | 311            | 179        |
| Ulrich Vinzents       | Danmark      | F        | 2006–2012                     | 166           | 0         | 247            | 2          |
| Ricardinho            | Brasilien    | F        | 2009–2014                     | 159           | 3         | 242            | 4          |
| Søren Rieks           | Danmark      | MF       | 2018–                         | 159           | 38        | 238            | 47         |
| Anders Palmér         | Sverige      | MF       | 1980–1988                     | 158           | 26        | 348            | 73         |
| Arthur Bergqvist      | Sverige      | FB       | 1950–1957                     | 158           | 5         | 302            | 10         |
| Sven Nilsson          | Sverige      | FB       | 1931–1940                     | 158           | 3         | 302            | 4          |
| Carl-Erik Sandberg    | Sverige      | A        | 1938–1947                     | 156           | 31        | 269            | 130        |
| Sven Hjertsson *      | Sverige      | FB       | 1942–1954                     | 156           | 10        | 319            | 30         |
| Sune Sandbring        | Sverige      | FB       | 1949–1958                     | 153           | 0         | 305            | 1          |
| Algot Christoffersson | Sverige      | FB       | 1923–1933                     | 150           | 5         | 295            | 28         |
| Georg Österlin        | Sverige      | FB       | 1932–1942                     | 149           | 6         | 295            | 28         |
| Kjell Hjertsson       | Sverige      | HB       | 1940–1950                     | 148           | 3         | 270            | 15         |
| Jörgen Ohlin          | Sverige      | FB       | 1956–1958 1958–1967           | 147           | 5         | 271            | 8          |
| Pontus Jansson        | Sverige      | F        | 2009–2014 2023–               | 140           | 8         | 183            | 11         |
| Joseph Elanga         | Kamerun      | F        | 2000–2005 2010                | 139           | 6         | 254            | 13         |
| Lasse Nielsen         | Danmark      | F        | 2017–2023                     | 137           | 3         | 217            | 5          |
| Robert Prytz          | Sverige      | MF       | 1977–1982 1993–1995           | 135           | 26        | 262            | 57         |
| Björn Nilsson         | Sverige      | A        | 1979–1986                     | 134           | 28        | 265            | 66         |
| Tommy Larsson         | Sverige      | MF       | 1969–1978                     | 134           | 26        | 255            | 50         |
| Per Ågren             | Sverige      | F        | 1983–1992                     | 133           | 1         | 329            | 2          |
| Gustaf Nilsson        | Sverige      | A        | 1940–1950                     | 132           | 65        | 265            | 205        |
| Åke Hansson           | Sverige      | HB       | 1950–1957                     | 132           | 14        | 292            | 59         |
| John Torstensson      | Sverige      | FB       | 1920–1931                     | 128           | 21        | 370            | 53         |
| Mats Arvidsson        | Sverige      | F        | 1978–1987                     | 127           | 10        | 294            | 24         |
| Tore Cervin           | Sverige      | A        | 1972–1980                     | 126           | 55        | 258            | 110        |
| Curt Olsberg          | Sverige      | MF       | 1967–1973                     | 126           | 36        | 226            | 70         |
| Yksel Osmanovski      | Sverige      | A        | 1995–1998 2004–2007           | 126           | 22        | 212            | 42         |
| Jiloan Hamad          | Sverige      | MF       | 2008–2013                     | 126           | 22        | 203            | 34         |
| Tommy Andersson       | Sverige      | A        | 1969–1979                     | 123           | 28        | 256            | 73         |
| Leif Engqvist *       | Sverige      | MF       | 1985–1991                     | 123           | 25        | 288            | 57         |
| Arne Månsson          | Sverige      | FB       | 1944–1955                     | 121           | 1         | 252            | 1          |
| Jens Fjellström       | Sverige      | MF       | 1993–1996 1999–2000           | 119           | 19        | 204            | 43         |
| Behrang Safari        | Sverige      | F        | 2004–2008 2016–2020           | 119           | 1         | 162            | 2          |
| Gunnar Martinsson     | Sverige      | HB       | 1926–1938                     | 119           | 6         | 232            | 19         |
| Jonas Wirmola         | Sverige      | F        | 1994–2000                     | 117           | 3         | 223            | 7          |
| Eric Larsson          | Sverige      | F        | 2018–2022                     | 116           | 5         | 173            | 9          |
| Isaac Kiese Thelin    | Sverige      | A        | 2014–2015 2020 2022–          | 116           | 62        | 170            | 78         |
| Markus Halsti         | Finland      | F        | 2008–2014                     | 115           | 6         | 193            | 8          |
| Ove Karlsson          | Sverige      | FB       | 1936–1943                     | 114           | 0         | 178            | 1          |
| Daniel Larsson        | Sverige      | A        | 2009–2012                     | 113           | 31        | 168            | 46         |
| Agon Mehmeti          | Albanien     | A        | 2008–2011 2014–2016           | 113           | 28        | 140            | 30         |
| Niklas Skoog          | Sverige      | A        | 2001–2008                     | 112           | 49        | 191            | 97         |
| Jan Ekström           | Sverige      | MF       | 1955–1960 1964–1966           | 111           | 38        | 222            | 124        |
| Niclas Kindvall       | Sverige      | A        | 1996–2000                     | 111           | 31        | 193            | 54         |
| Åke Larsson           | Sverige      | FB       | 1952–1959                     | 111           | 2         | 207            | 3          |
| Charles Gustafsson    | Sverige      | HB       | 1954–1961                     | 108           | 50        | 231            | 141        |
| Gert Lundqvist        | Sverige      | FB       | 1954–1962                     | 107           | 5         | 214            | 16         |
| Hans Malmström        | Sverige      | FB       | 1942–1950                     | 107           | 0         | 209            | 0          |
| Ingvar Rydell         | Sverige      | A        | 1948–1953                     | 106           | 68        | 210            | 162        |
| Ola Toivonen          | Sverige      | A        | 2007–2008 2020–2022           | 105           | 31        | 123            | 37         |
| Anton Tinnerholm      | Sverige      | F        | 2014–2017 2023–               | 105           | 6         | 143            | 8          |
| Ture Isberg           | Sverige      | A        | 1924–1932                     | 104           | 31        | 187            | 70         |
| Patrik Andersson *    | Sverige      | F        | 1989–1992 2004–2005           | 104           | 12        | 184            | 24         |
| Mikael Roth           | Sverige      | F        | 1998–2002                     | 102           | 0         | 166            | 2          |
| Mattias Asper         | Sverige      | MV       | 2002–2006                     | 100           | 0         | 161            | 0          |

## Lagkaptener

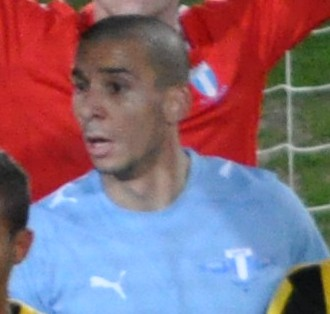
Guillermo Molins var 2014 lagkapten i Malmö FF.

Sedan 1940 har 30 spelare varit lagkapten för Malmö FF. Klubbens första lagkapten var Sture Mårtensson, som var lagkapten mellan 1940 och 1949. Mårtensson är även den spelare i klubben som varit lagkapten längst tid. Krister Kristensson som var lagkapten mellan 1970 och 1978, är den lagkapten som vunnit flest troféer; han vann med fem Allsvenska titlar och fyra Svenska cupen titlar. Den nuvarande lagkaptenen är mittfältaren Anders Christiansen som har innehaft kaptensbindeln sedan början av säsongen 2020.
| Namn                | Nationalitet | Position | Datum     | Noter                                                                                |
| ------------------- | ------------ | -------- | --------- | ------------------------------------------------------------------------------------ |
| Okänd               | —            | —        | 1910–1939 | —                                                                                    |
| Sture Mårtensson    | Sverige      | HB       | 1940–1949 | Första kända lagkapten och den som varit lagkapten längst tid i Malmö FF:s historia. |
| Helge Bengtsson     | Sverige      | MV       | 1949      | —                                                                                    |
| Erik Nilsson        | Sverige      | FB       | 1949–1953 | —                                                                                    |
| Sven Hjertsson      | Sverige      | FB       | 1953–1954 | Första lagkaptenen som inte var från Malmö eller förorter till Malmö                 |
| Sune Sandbring      | Sverige      | FB       | 1954–1958 | —                                                                                    |
| Tore Svensson       | Sverige      | MV       | 1959–1961 | Första lagkapten som inte var från Skåne                                             |
| Prawitz Öberg       | Sverige      | R        | 1962–1965 | —                                                                                    |
| Jörgen Ohlin        | Sverige      | FB       | 1966      | —                                                                                    |
| Anders Svensson     | Sverige      | HB       | 1967–1968 | Första lagkaptenen som spelade mindre än 100 matcher.                                |
| Rolf Björklund      | Sverige      | FB       | 1969–1970 | —                                                                                    |
| Krister Kristensson | Sverige      | F        | 1970–1978 | Vann fler troféer än någon annan lagkapten i Malmö FF.                               |
| Staffan Tapper      | Sverige      | MF       | 1979      | Delade kaptensbindeln med Bo Larsson.                                                |
| Bo Larsson          | Sverige      | R        | 1979      | Delade kaptensbindeln med Staffan Tapper.                                            |
| Roland Andersson    | Sverige      | F        | 1980–1983 | —                                                                                    |
| Ingemar Erlandsson  | Sverige      | F        | 1984–1987 | —                                                                                    |
| Magnus Andersson    | Sverige      | F        | 1988      | —                                                                                    |
| Roger Ljung         | Sverige      | F        | 1989      | —                                                                                    |
| Per Ågren           | Sverige      | F        | 1989–1992 | —                                                                                    |
| Torbjörn Persson    | Sverige      | F        | 1993–1995 | —                                                                                    |
| Niclas Nyhlén       | Sverige      | MF       | 1996      | —                                                                                    |
| Jonnie Fedel        | Sverige      | MV       | 1996–1998 | —                                                                                    |
| Hans Mattisson      | Sverige      | MF       | 1998–2000 | —                                                                                    |
| Olof Persson        | Sverige      | F        | 2001      | —                                                                                    |
| Hans Mattisson      | Sverige      | MF       | 2002–2003 | Första lagkapten att bli utnämnd till lagkapten en andra gång.                       |
| Patrik Andersson    | Sverige      | F        | 2004–2005 | —                                                                                    |
| Daniel Andersson    | Sverige      | MF       | 2005–2012 | —                                                                                    |
| Ulrich Vinzents     | Danmark      | F        | 2012      | Första lagkapten som inte var svensk.                                                |
| Jiloan Hamad        | Sverige      | MF       | 2012–2013 | —                                                                                    |
| Guillermo Molins    | Sverige      | MF       | 2014      | —                                                                                    |
| Markus Rosenberg    | Sverige      | A        | 2015–2019 | —                                                                                    |
| Anders Christiansen | Danmark      | MF       | 2020–     | Andra lagkapten som inte är svensk.                                                  |

## Fotnoter
1. ↑  Titeln "Svenska Mästare" har tilldelats vinnaren av fyra olika tävlingar under åren. Mellan 1896 och 1925 gick titeln till vinnaren av Svenska Mästerskapet. Ingen klubb fick titeln mellan 1926 och 1930, trots att Allsvenskan spelades. 1931 återinfördes titeln och tilldelades vinnaren av Allsvenskan. Mellan 1982 och 1990 hölls ett playoff-slutspel i cupformat efter ligasäsongens slut för att avgöra vem som blev mästare. 1991 och 1992 gavs titeln till vinnaren av Mästerskapsserien, ett ytterligare ligaspel efter Allsvenskans slut. Sedan säsongen 1993 har titeln återigen tilldelats vinnaren av Allsvenskan.'"`UNIQ--ref-00000000-QINU`"'
2. ↑  För spelare i Malmö FF efter 2010, källbeläggs de genom respektive spelares sida på svenskfotboll.se och soccerway.com.
3. ↑  Krister Kristensson innehar både klubbrekordet för flest antalet ligamatcher samt rekordet för flest totala matcher för klubben.'"`UNIQ--ref-00000003-QINU`"'
4. ↑  Bo Larsson innehar klubbrekordet för flest mål i Allsvenskan samt flest gjorda mål under en säsong i Allsvenskan.'"`UNIQ--ref-00000005-QINU`"'
5. ↑  Janne Möller innehar klubbrekordet och det Allsvenska rekordet för flest Allsvenska medaljer med sina 14 vunna medaljer. Möller vann 12 medaljer med Malmö FF samt två medaljer spelandes för Trelleborgs FF.'"`UNIQ--ref-00000007-QINU`"'
6. 1 2  Janne Möller och Jonnie Fedel delar klubbrekordet och det Allsvenska rekordet för målvakter med minst insläppta mål under en säsong, med 11 mål.'"`UNIQ--ref-00000009-QINU`"'
7. 1 2  Torbjörn Persson och Leif Engqvist delar klubbrekordet och det Allsvenska rekordet för flest raka vinster i Allsvenskan, med vinster 5 år på raken.'"`UNIQ--ref-0000000C-QINU`"'
8. 1 2 3 4 5 6 7 8 9 10 11 12 13 14 15  Endast tävlingsmatcher är inkluderade i spelarens totala matcher och mål.
9. ↑  Magnus Andersson innehar klubbrekordet och det Allsvenska rekordet för kortast tid mellan sin debut och vunnet mästerskap på 2 månader och 18 dagar mellan hans debut och när han vann Allsvenskan med Malmö FF.'"`UNIQ--ref-0000000F-QINU`"'
10. ↑  Helge Bengtsson innehar klubbrekordet och det Allsvenska rekordet för målvakter med flest raka matcher utan förlust, med 40 matcher. Rekordet sattes mellan 6 maj 1949 och 6 november 1950.'"`UNIQ--ref-00000011-QINU`"'
11. ↑  Lars Granström innehar klubbrekordet för yngsta målskytt med en ålder på 17 år och 159 dagar. Rekordet sattes i en match i Allsvenskan mot Djurgårdens IF den 15 maj 1960.'"`UNIQ--ref-00000015-QINU`"'
12. 1 2  Egon Jönsson och Sven Hjertsson delar klubbrekordet och det Allsvenska rekordet för flesta raka matcher utan förlust, med 49 matcher. Rekordet sattes mellan 6 maj 1949 och 1 juni 1951.'"`UNIQ--ref-00000017-QINU`"'
13. ↑  Hans Håkansson innehar klubbrekordet för flest gjorda ligamål samt flest antal gjorda ligamål under en säsong.'"`UNIQ--ref-00000019-QINU`"''"`UNIQ--ref-0000001A-QINU`"'
14. ↑  Patrik Andersson innehar klubbrekordet för flest landskamper för det svenska landslaget.'"`UNIQ--ref-0000002A-QINU`"'